# Bruine amarant
De bruine amarant (Lagonosticta nitidula) is een zangvogel uit de familie Estrildidae (prachtvinken).

## Verspreiding en leefgebied
Deze soort komt voor van Angola tot Congo-Kinshasa, Zambia, zuidelijk Tanzania, noordelijk Namibië en noordelijk Zimbabwe.